# Geschützter Landschaftsbestandteil Feuchtgebiet Aske

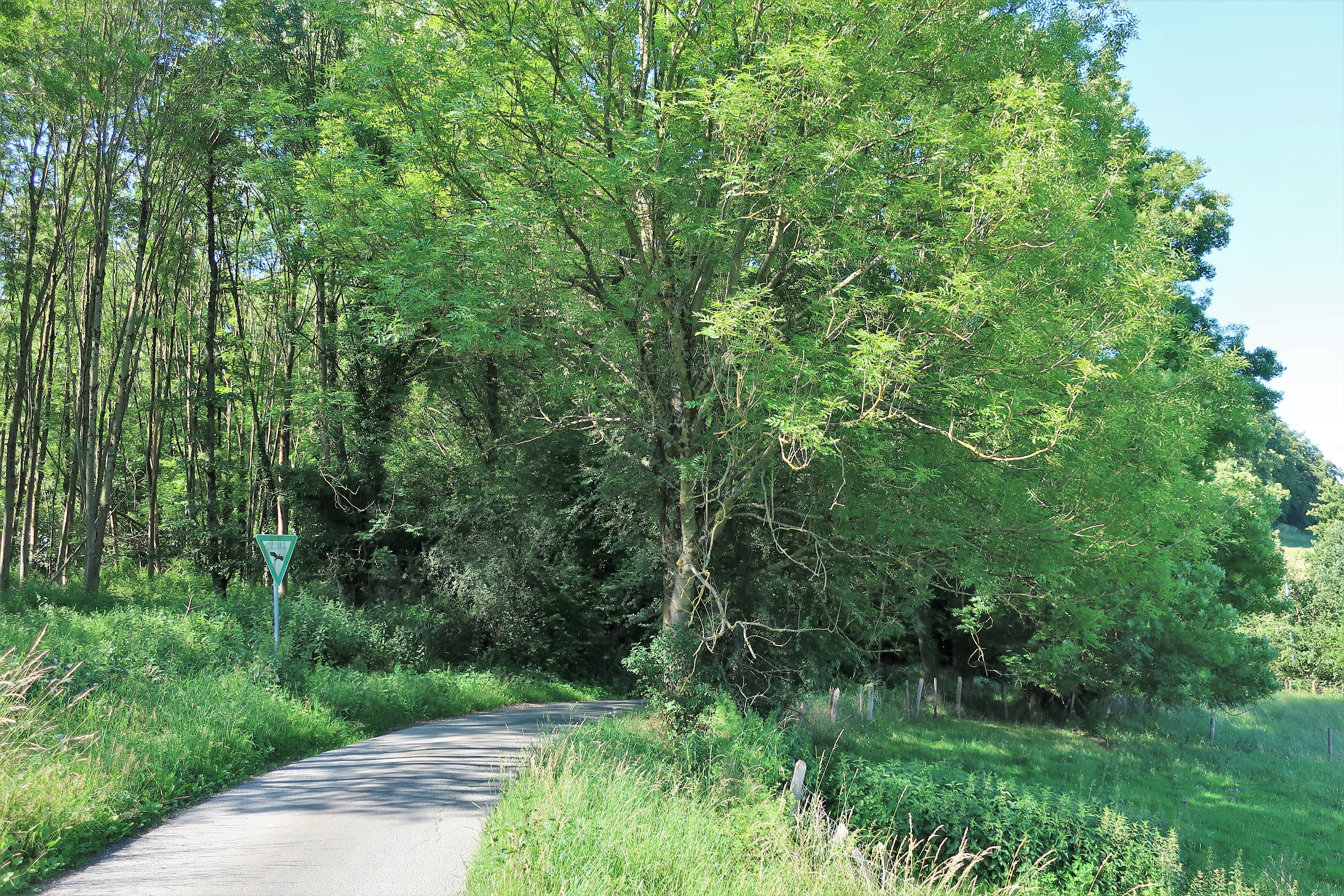
Geschützter Landschaftsbestandteil Feuchtgebiet Aske

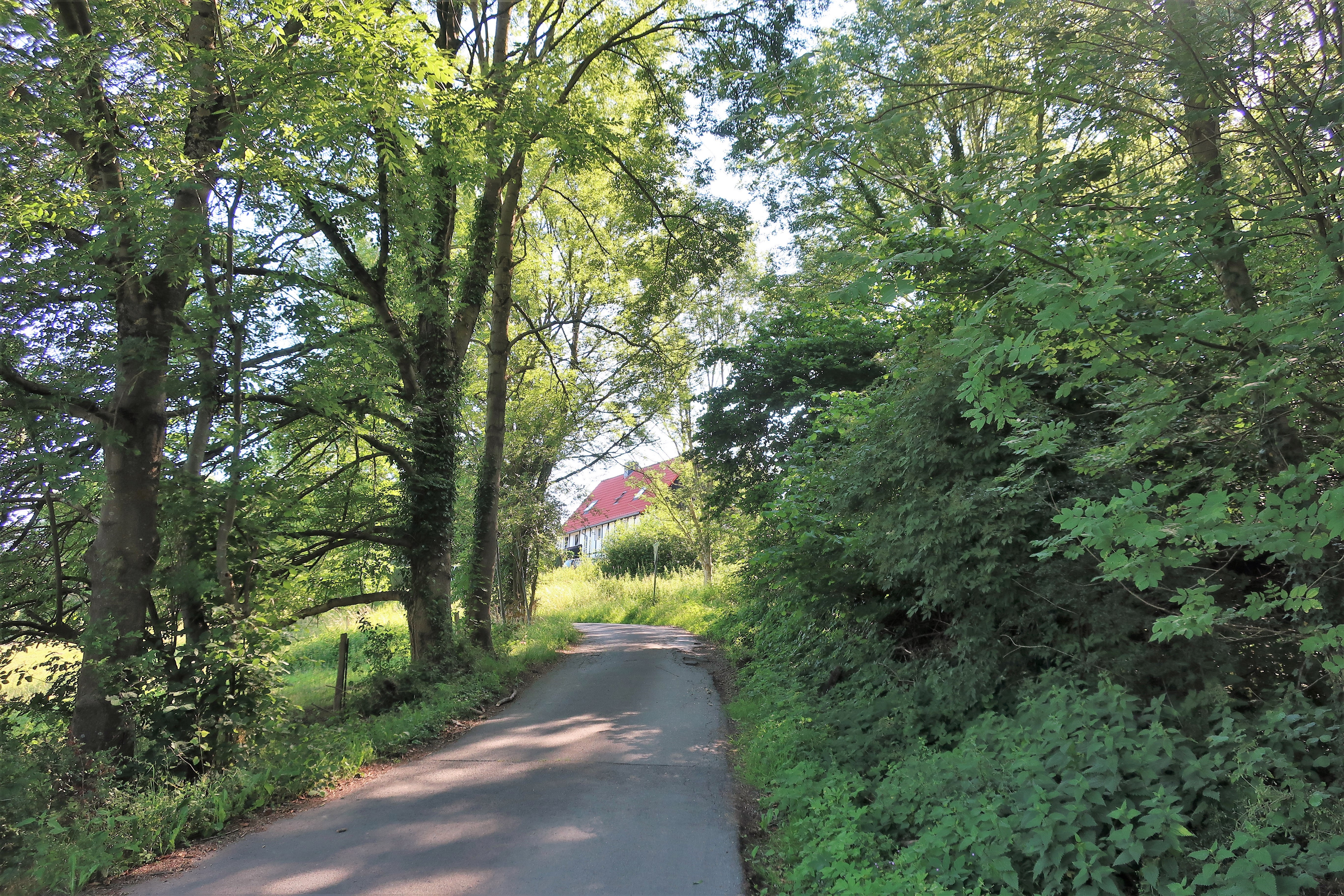
LB Feuchtgebiet Aske

Der Geschützte Landschaftsbestandteil Feuchtgebiet Aske mit einer Flächengröße von 0,4 ha liegt auf dem Gebiet der kreisfreien Stadt Hagen in Nordrhein-Westfalen. Der LB wurde 1994 mit dem Landschaftsplan der Stadt Hagen vom Stadtrat von Hagen ausgewiesen.

## Beschreibung
Beschreibung im Landschaftsplan: „Der Landschaftsbestandteil liegt beidseitig der Gabelsberger Straße an der Stadtgrenze zu Gevelsberg. Es handelt sich um einen Bachlauf und vernäßte Wiesenzonen mit einem Teich.“

## Schutzzweck
Laut Landschaftsplan erfolgte die Ausweisung „zur Sicherung der Leistungsfähigkeit des Naturhaushalts durch Erhalt eines Lebensraumes, insbesondere für die charakteristischen Tier- und Pflanzenarten der Bachläufe, Sumpfzonen und Feuchtwiesen und zur Gliederung und Belebung des Landschaftsbildes durch Erhalt der landschaftlichen Vielfalt.“